# Gestmusic
Gestmusic Endemol S.A.U., conocida como Gestmusic, es una productora española de televisión fundada en 1987 y con sede en Barcelona. Forma parte del grupo Banijay a través de Endemol Shine Iberia, junto con otras productoras como Zeppelin TV, Diagonal TV o Shine Iberia.

## Historia
Gestmusic fue fundada en 1987 por el trío de cómicos y cantantes La Trinca, integrado por Josep Maria Mainat, Toni Cruz y Miquel Àngel Pascual.
En un primer momento, Gestmusic produjo el debut televisivo de La Trinca, con el programa de humor No passa res!, estrenado en enero de 1987 en la televisión pública catalana, TV3. El espacio se convirtió en uno de los grandes éxitos de audiencia del canal autonómico, llegando a tener un millón y medio de espectadores y ganando un Premio Ondas.
Este éxito no pasó desapercibido para los directivos de Televisión Española, quienes encargaron una versión en español, que se estrenó en 1988 por TVE 1 con el título Tariro Tariro, en lo que supuso la primera producción de Gestmusic para un canal de ámbito nacional.
A lo largo de los años 1990 se convertiría en uno de los principales proveedores de contenidos para televisión en España, aprovechando la ruptura del monopolio público y el nacimiento de las televisiones privadas.
En 1994 Miquel Àngel Pascual vendió su paquete accionarial a la productora neerlandesa Endemol, que se hacía con el 60% de la empresa, que pasó a llamarse Gestmusic Endemol.
Desde 1989 y hasta finales de 2010, la productora tuvo como Director Técnico de Sonido/Audio a Hermes Serrano, responsable del diseño de sus platós, unidades móviles, diseño de programas y su sonido y responsables de la postproduccción del audio: firma e identidad única de la compañía que los ha hecho ganar premios y reconocimiento internacional.
En 1996 el hermano de Josep María Mainat, Joan Ramon, se convierte en el director creativo y productor ejecutivo de Gestmusic Endemol. Su papel en la consolidación de la productora fue decisivo, ya que se le considera el creador de formatos que fueron grandes éxitos de audiencia como Operación Triunfo o Crónicas Marcianas.
En 2002, Endemol (por entonces propiedad de la compañía española Telefónica) se hizo con el control total de Gestmusic al adquirir el 100% del capital. A pesar de ello, Toni Cruz y Josep María Mainat siguieron como directores ejecutivos de la compañía. Joan Ramon Mainat falleció en 2004.
A finales de 2004 Gestmusic se fusionó con Zeppelin TV -también propiedad de Endemol- dando origen a Endemol España, si bien ambas productoras siguieron operando en el mercado como marcas diferenciadas.
En mayo de 2007, Mediaset, a través de Telecinco, adquirió Endemol, y con ella la propiedad de Gestmusic.
El 7 de diciembre de 2008 Toni Cruz y Josep María Mainat anunciaron la dimisión de todos sus cargos y su marcha de Gestmusic y Endemol, argumentando un deterioro progresivo de nuestras relaciones con Telecinco, que ha culminado en un grave conflicto relacionado con la puesta en marcha del nuevo programa de Javier Sardá. Finalmente, sin embargo, continuaron en el cargo tras recibir el apoyo del Comité de Dirección de Endemol.
En marzo de 2015, Gestmusic se incorpora al conglomerado de compañías en la península ibérica del grupo Endemol Shine Iberia, pasándose a llamar Gestmusic Endemol Shine Iberia.
El 13 de marzo de 2017 se conoció la noticia de que la productora Gestmusic negociaba con RTVE producir una novena edición del formato Operación Triunfo, con equipo y localización renovados. A finales de abril de 2017 se ha confirmado que RTVE ha aceptado hacer una nueva edición de Operación Triunfo.
En 2017, RTVE recuperaría el formato de Operación Triunfo para su parrilla 16 años después dando lugar a su novena edición de la mano de la cadena pública, quien lo vio nacer.
En 2017, Gestmusic pasó a integrarse plenamente dentro de Endemol Shine Iberia, estructura regional de Endemol Shine Group en la península ibérica. Tras la adquisición de Endemol Shine Group por parte del grupo Banijay en 2020, Gestmusic pasó a formar parte del mayor conglomerado audiovisual independiente a nivel mundial.
Desde 2011, la dirección general de la compañía está a cargo de Tinet Rubira, bajo cuyo liderazgo se han desarrollado formatos de éxito como Tu cara me suena y las nuevas ediciones de Operación Triunfo (2017–2020), que han renovado la presencia de la productora en el prime time televisivo.
En los últimos años, Gestmusic ha apostado por la innovación tecnológica en sus producciones, incorporando escenografía virtual, rodajes multicámara en 4K y emisión simultánea en plataformas digitales. Sus formatos han sido exportados a más de 40 países, consolidando su perfil internacional dentro del grupo Banijay.

## Producciones
Gestmusic es una de las productoras más importantes de España al haber creado muchos formatos de éxito que en algunos casos han sido incluso exportados a otros países para su adaptación allí. Entre otras, estas son sus producciones más destacadas:

#### En emisión
- Operación Triunfo (2001 - ) en Prime Video, anteriormente en La 1 (2001-2003 y 2017-2020) y Telecinco (2005-2011)
- ¡Allá tú! (2004 - ) en Telecinco
- Tu cara me suena (2011 - ) en Antena 3
- El 1% (2024 - ) en Antena 3
- Tu cara me suena All Stars (2024 - ) en Antena 3

#### Finalizados
- La mejor generación (2024)
- ¡Ahora caigo! (2011-2021)
- Alta tensión (1998 - 2008)
- ¡A bailar! (2014)
- Al pie de la letra (2007 - 2009)
- Atrapa un millón (2011 - 2014)
- Avanti ¡que pase el siguiente! (2012)
- Bailando con las estrellas (2018)
- Bloqueados por el muro (2020)
- Buscant La Trinca (2009 - 2010)
- Channel n.º4 (2005 - 2008)
- Crónicas marcianas (1997-2005)
- Dues Dones Divines (2011)
- El número uno (2012 - 2013)
- Furor (1998 - 2006)
- Gala 50 años de TVE (2016)
- Guaita que fan ara!
- Infidels
- Hotel Glam (2003)
- La granja de los famosos (2004 - 2005)
- La parodia nacional (1996 - 1999)
- La partida de TV3 (2010 - 2013)
- L'envelat (1997)
- Latrelevisión (2003 - 2005)
- Lluvia de estrellas (1997 - 2001; 2007)
- Lolita tiene un plan (2017)
- La mejor canción jamás cantada (2019)
- Los mejores años de nuestra vida (2009)
- ¡Más que baile! (2010)
- Money, money (2007 - 2008)
- Moros y cristianos (1997 - 2001)
- No passa res! (1987)
- No te rías que es peor (1990 - 1995)
- Operación Tony Manero (2008)
- OT: El Reencuentro (2016)
- OT: El recuentro. En concierto (2016)
- ¡Quiero bailar! (2008)
- Sin vergüenza (1992 - 1993)
- Te ha tocado (2022)
- The Wall (2017)
- Tu cara me suena Mini (2014)
- Tu cara no me suena todavía (2017)
- Tú sí que sí (2017)
- Tú sí que vales (2008 - 2013)
- Uno de los nuestros (2013)